# Best Destiny
Best Destiny (dt. bestes Schicksal) ist das erste Kompilationsalbum der japanischen Sängerin Miliyah Katō. Das Album wurde am 5. November 2008 in Japan veröffentlicht und debütierte in der ersten Woche auf Platz 1 mit 92.423 verkauften Einheiten in den Oricon-Charts in Japan.

## Details zum Album
Bei dieser Kompilation handelt es sich um eine Kollektion von Samples, die sie bis dato über ihre Karriere verteilt veröffentlicht hat. Beispielsweise orientiert sich das Lied Koi Shiteru (恋シテル) am Originallied I Love Your Smile von Shanice und Dear Lonely Girl (ディア・ロンリーガール) orientiert sich an Marvin Gayes Sexual Healing.
Neben der regulären CD-Version, wurde eine CD+DVD-Version veröffentlicht, die mit den Musikvideos zu einigen Samples daher kommt.
- Katalognummern:

Reguläre CD-Version: SRCL-6898

Limitierte CD+DVD-Version: SRCL-6896/7
Das Kompilationsalbum konnte sich 30 Wochen in den wöchentlichen Oricon-Charts halten und verkaufte sich insgesamt 222.401-mal. Mit der Höchstplatzierung in der ersten Verkaufswoche, sicherte sich Miliyah ihre erste Nummer-eins-Platzierung in den Oricon-Charts und gleichzeitig setzte sie den Rekord für die jüngste Künstlerin im Alter von 19 Jahren mit einer Kompilation an der Höchstspitze der Oricon-Charts. Für mehr als 250.000 verschiffte Einheiten, wurde das Album von der RIAJ mit Platin ausgezeichnet.

## Titelliste

### CD
| #   | Titel                                                      | Übersetzung                        | Länge |
| --- | ---------------------------------------------------------- | ---------------------------------- | ----- |
| 1.  | Koi Shiteru (Album Ver.) 恋シテル                          | Ich bin verliebt                   | 4:11  |
| 2.  | Kono Mama Zutto Asa Made このままずっと朝まで              | Bleib so bis zum Morgen            | 4:06  |
| 3.  | Dear Lonely Girl ディア・ロンリーガール                    | [An das] liebe einsame Mädchen     | 3:32  |
| 4.  | 19 Memories                                                | 19 Erinnerungen                    | 5:50  |
| 5.  | Jōnetsu ジョウネツ                                         | Leidenschaft                       | 5:05  |
| 6.  | Ai ga Kieta Hi 愛が消えた日                                | Der Tag an dem die Liebe vergeht   | 4:36  |
| 7.  | Bitter Days: Sweet Love Side                               | Bittere Tage: Süße Seite der Liebe | 4:43  |
| 8.  | For So Long                                                | Für so lange                       | 4:52  |
| 9.  | So Gooood                                                  | So guuuut (gut)                    | 3:50  |
| 10. | Yozora 夜空                                                | Nachthimmel                        | 3:49  |
| 11. | One Day (Yozora Remix)                                     | Irgendwann (Yozora Remix)          | 5:20  |
| 12. | For So Long Part II                                        | Für so lange Teil II               | 4:22  |
| 13. | Michelle (Ai no Theme Remix) ミシェル 〜愛のテーマ Remix〜 | Michelle (Liebesthema Remix)       | 4:22  |
| 14. | Futurechecka feat. Simon, Coma-Chi & Taro Soul             | Futurechecka                       | 4:37  |

### DVD
| #  | Titel                                                   | Anmerkung  |
| -- | ------------------------------------------------------- | ---------- |
| 1. | Koi Shiteru                                             | Musikvideo |
| 2. | Kono Mama Zutto Asa Made                                | Musikvideo |
| 3. | Dear Lonely Girl                                        | Musikvideo |
| 4. | 19 Memories                                             | Musikvideo |
| 5. | Jōnetsu                                                 | Musikvideo |
| 6. | Yozora                                                  | Musikvideo |
| 7. | Lalala / Futurechecka feat. Simon, Coma-Chi & Taro Soul | Musikvideo |

## Verkaufszahlen und Charts-Platzierungen

### Charts
| Charts                               | Positionen |
| ------------------------------------ | ---------- |
| Tägliche Oricon Album-Charts         | 1          |
| Wöchentliche Oricon Album-Charts     | 1          |
| Jährliche Oricon Album-Charts (2008) | 57         |

### Verkäufe
| Charts              | Erste Woche | Insgesamt | Charts-Aufenthalt |
| ------------------- | ----------- | --------- | ----------------- |
| Oricon Album-Charts | 92.423      | 222.401   | 30 Wochen         |